# Opération Paula (1940)
Pour les articles homonymes, voir Opération Paula.
Seconde Guerre mondiale,
Bataille de France
Batailles
- Drôle de guerre
- Évacuation des civils de la ligne Maginot
- Mobilisation
- Offensive de la Sarre
- Baie de Heligoland
- Incident de Mechelen
- Plan Jaune
- Plan Dyle
- Luxembourg
- Ében-Émael
- Hannut

- Sedan
- Dinant
- Monthermé
- Givet
- La Horgne
- Gembloux
- Flavion
- Louvain
- Charleroi

- Stonne
- Montcornet
- La Sambre
- Arras

- L'Escaut
- Amiens
- La Lys
- Massacre de Vinkt
- Boulogne-sur-Mer
- Calais
- Poche de Lille
- Massacre du Paradis
- Abbeville
- Dunkerque
- Capitulation belge

- L'Aisne
- L'Ailette
- Opération Paula
- l’Exode
- Pont-de-l'Arche
- Opération Cycle
- Opération Ariel

- Les Alpes
- Vallon du Seuil
- Bombardement de Toulon
- Opération Vado
- La Loire
- Saumur
- La vallée du Rhône
- Bombardements de Marseille
- Menton (Pont-Saint-Louis)
- Combats aériens en Suisse
- Armistice du 22 juin

L'opération Paula (Unternehmen Paula en allemand) est le nom de code d'une opération aérienne de la Luftwaffe visant à détruire les dernières unités de l'Armée de l'air française le 3 juin 1940 autour de Paris lors de la bataille de France au début de la Seconde Guerre mondiale. L'objectif principal pour les Allemands est alors de s'assurer une supériorité aérienne en annihilant le potentiel aérien français. L'opération rencontra un succès mitigé.

## Contexte historique
Le « plan jaune » (Fall Gelb) étant terminé à la suite de la capitulation de la Belgique et des Pays-Bas, l'état-major allemand décide d'enclencher le « plan rouge » (Fall Rot), l'invasion de la France. Les Allemands lancent donc cette opération le 3 juin 1940 afin de tenter de détruire l'Armée de l'air, sous le commandement de Joseph Vuillemin, le chef d'état-major de l'aviation française, et ainsi porter un coup dur au moral de l'Armée française.

## Planification
Les avions de reconnaissance allemands dressent un rapport sur les aérodromes français autour de Paris : 1 244 avions dont 550 à 650 monomoteurs. Les unités de défense anti-aériennes françaises sont cartographiées. Les objectifs de l'opération ne sont pas clairement définis, s'agissant de détruire tous les aérodromes et usines de fabrication d'avions autour de Paris.
Initialement prévue pour le 30 mai, l'opération est reportée au 3 juin en raison du mauvais temps. Elle est compromise par les services de renseignement britanniques qui ont réussi à décoder les messages de l'« invulnérable » machine Enigma (en utilisant les méthodes Ultra) et ont averti les Français des intentions allemandes en fournissant notamment l'ordre de bataille aérien allemand et la liste des aérodromes que les Allemands prévoient de bombarder. Face à cette menace, 120 avions français (contre 60 en temps normal) sont placés en alerte pour être prêts à décoller. Malgré cela, la Royal Air Force ne se déploya pas pour apporter un soutien aux Français.

## Ordre de bataille

### France
- France :

- Zone d'Opérations Aériennes Nord (ZOAN)
- Groupe de Chasse I

L'Armée de l'air était constituée à cette époque de Caudron C.714, Bloch MB.150, Dewoitine D.520, Morane-Saulnier MS.406, P-36 Hawk et de Potez 630, formant un total de 240 avions mais dont seulement la moitié était opérationnelle au combat au 3 juin 1940.

### Allemagne
- Reich allemand :

- I. Fliegerkorps (1er corps aérien)
- II. Fliegerkorps (2e corps aérien)
- IV. Fliegerkorps (4e corps aérien)
- V. Fliegerkorps (5e corps aérien)
- VIII. Fliegerkorps (8e corps aérien)

La majorité de ces corps, comprenant plusieurs Kampfgeschwader (escadrons de bombardiers) étaient constitués de Heinkel He 111, de Dornier Do 17 et de nombreux avions de chasse en escorte.

## Déroulement de l'opération
Le 3 juin 1940, les Allemands déclenchèrent l'opération, sans surprise pour les Français puisque mis au courant des mouvements allemands une heure avant le début de la bataille grâce aux signaux radios envoyés depuis la Tour Eiffel. Les avions et unités de lutte anti-aérienne français réussirent à stopper l'offensive aérienne allemande au prix de pertes significatives. La plupart des bombardiers allemands volaient à haute altitude, étant ainsi avantagés sur les chasseurs français qui devaient gagner de l'altitude pour les intercepter. Pour l'attaque, les Allemands avaient utilisé la nouvelle bombe incendiaire C-250 Flammbombe (autorisée à être utilisée seulement 24 heures plus tôt). Les bombes incendiaires causèrent quelques dégâts aux hangars et avions au sol. Le pilote Josef Kammhuber, blessé pendant la bataille, fut fait prisonnier de guerre par les Français avant d'être libéré à la suite de l'armistice du 22 juin 1940.
L'opération fut donc un échec stratégique pour la Luftwaffe qui n'avait pas réussi à mettre hors de combat l'Armée de l'air, bien que les pertes françaises fussent significatives (voir ci-dessous), mais cette victoire n'aura pas de retentissement sur le cours de la guerre, l'Armée française n'ayant plus qu'environ 600 avions d'opérationnels et ne pouvant plus porter un soutien aérien effectif aux troupes au sol défendant la ligne Weygand le long de la Somme le 5 juin.

## Plan de contre-offensive française: l'opération Tapir
Les Français planifièrent l'opération Tapir devant être menée par le Groupement 23 et destinée à intercepter les bombardiers allemands lors de leur retour en Allemagne mais elle n'eut pas le succès attendu en raison tout d'abord d'un manque d'avions mais aussi d'un manque de coordination et de mauvaises transmissions d'ordres.

## Conséquences et pertes
- Pertes matérielles :

L'Armée de l'air perd 20 avions qui sont détruits au sol, 15 avions sont détruits dans les airs tandis que les pertes de la Luftwaffe s'élèvent à 9 avions (4 bombardiers lourds et 5 avions de chasse Messerschmitt Bf 109).
- Pertes humaines :

Côté français, les pertes s'élèvent à 906 blessés et 254 tués. Les pertes allemandes sont inconnues.